# Leioproctus stictus
Leioproctus stictus är en biart som först beskrevs av Jesus Santiago Moure 1954.  Leioproctus stictus ingår i släktet Leioproctus och familjen korttungebin. Inga underarter finns listade i Catalogue of Life.